# Arnon Milchan
Arnon Milchan (Hebreeuws: ארנון מילצ'ן)(Rehovot, 6 december 1944) is een Israëlische ondernemer en filmproducent. Hij is een multimiljardair en oprichter van het productiebedrijf New Regency. Van de jaren 1960 tot 1980 werkte hij ook voor de Israëlische inlichtingendiensten. Hij is gehuwd met voormalig tennisspeelster Amanda Coetzer.

## Biografie
Arnon Milchan werd in 1944 geboren in Rehovot, wat toen nog deel uitmaakte van het Mandaatgebied Palestina en nu onderdeel is van Israël. Hij groeide op in een joodse familie. Op 21-jarige leeftijd erfde hij het kunstmestbedrijf van zijn vader, die plots overleden was. In de loop der jaren vormde hij het om tot een succesvol chemisch bedrijf. Milchan behaalde ook een diploma aan de London School of Economics.

### Filmcarrière
Arnon Milchan kwam in 1977 na een introductie van de Amerikaanse producent Elliott Kastner terecht in de Amerikaanse filmindustrie. Hij werkte in zijn beginjaren samen met bekende namen als Martin Scorsese, Robert De Niro, Oliver Stone, Terry Gilliam, Roman Polański en Sergio Leone. In 1991 richtte hij het productiebedrijf New Regency op, de opvolger van Embassy International Pictures (1982–1991). Door zijn samenwerkingen met Warner Bros. en later het 20th Century Fox van Rupert Murdoch, en door aandeelhouder te worden van onder meer Puma AG, verkreeg hij een nettowaarde van meer dan 5 miljard dollar.
Milchan was als producent verantwoordelijk voor meer dan 130 films, waaronder bekende titels als Once Upon a Time in America (1984), Pretty Woman (1990), Natural Born Killers (1994), L.A. Confidential (1997), 12 Years a Slave (2013), Birdman (2014) en The Revenant (2015). Voor zowel L.A. Confidential als The Revenant ontving Milchan een Oscarnominatie.

### Israëlische inlichtingendienst
In 1985 kwam Milchan in opspraak toen bleek dat wetenschapper Richard Kelly Smyth illegale ladingen met krytrons (elektronische ontstekingsmechanismes) had vervoerd via een van Milchans bedrijven.
In 2011 schreven Meir Doron en Joseph Gelman een biografie over Milchan. In het boek wordt beschreven hoe Milchan tot minstens de jaren 1980 in dienst van de Israëlische inlichtingendienst Lekem (soms geschreven als Lakam) spionageopdrachten uitvoerde, in wapens handelde en technologieën en materialen verzamelde voor het nucleair wapenprogramma van Israël. De Israëlische president Shimon Peres verklaarde in 2010 in een interview dat hij Milchan had gerekruteerd toen hij nog voor het Ministerie van Defensie werkte.
In november 2013 bevestigde Milchan in een interview dat werd uitgezonden door de Israëlische zender Channel 2 dat de zaken die in het boek van Doron en Gelman verklaard werden juist waren. Milchan verklaarde ook dat hij op een gegeven moment het Apartheidsregime in Zuid-Afrika had gesteund zodat Israël makkelijker aan uranium kon geraken.
In 2019 kwam de Israëlische premier Benjamin Netanyahu in opspraak voor het leveren van politieke hand-en-spandiensten aan onder meer Milchan.

## Prijzen en nominaties

### Academy Awards
- Beste film – L.A. Confidential (1997) (genomineerd)
- Beste film – The Revenant (2015) (genomineerd)

### BAFTA's
- Beste film – Pretty Woman (1990) (genomineerd)
- Beste film – L.A. Confidential (1997) (genomineerd)
- Beste film – The Revenant (2015) (gewonnen)

## Filmografie
| Jaar | Titel                                   | Rol                |
| ---- | --------------------------------------- | ------------------ |
| 1977 | The Accuser                             | co-producer        |
| 1977 | Black Joy                               | producer           |
| 1978 | The Medusa Touch                        | executive producer |
| 1979 | Dizengoff 99                            | producer           |
| 1982 | The King of Comedy                      | producer           |
| 1984 | Once Upon a Time in America             | producer           |
| 1985 | Brazil                                  | producer           |
| 1985 | Legend                                  | producer           |
| 1986 | Stripper                                | executive producer |
| 1987 | Man on Fire                             | producer           |
| 1989 | Who's Harry Crumb?                      | producer           |
| 1989 | Big Man on Campus                       | producer           |
| 1989 | The War of the Roses                    | producer           |
| 1990 | Pretty Woman                            | producer           |
| 1990 | Q&A                                     | producer           |
| 1991 | Guilty by Suspicion                     | producer           |
| 1991 | Switch                                  | executive producer |
| 1991 | JFK                                     | executive producer |
| 1992 | The Mambo Kings                         | producer           |
| 1992 | Memoirs of an Invisible Man             | executive producer |
| 1992 | The Power of One                        | producer           |
| 1992 | Under Siege                             | producer           |
| 1993 | Sommersby                               | producer           |
| 1993 | Falling Down                            | executive producer |
| 1993 | Made in America                         | producer           |
| 1993 | Free Willy                              | executive producer |
| 1993 | That Night                              | producer           |
| 1993 | Striking Distance                       | producer           |
| 1993 | The Nutcracker                          | executive producer |
| 1993 | Six Degrees of Separation               | producer           |
| 1993 | Heaven & Earth                          | producer           |
| 1994 | The Client                              | producer           |
| 1994 | Natural Born Killers                    | executive producer |
| 1994 | The New Age                             | executive producer |
| 1994 | Second Best                             | executive producer |
| 1994 | Cobb                                    | executive producer |
| 1995 | Boys on the Side                        | producer           |
| 1995 | Under Siege 2: Dark Territory           | producer           |
| 1995 | Free Willy 2: The Adventure Home        | executive producer |
| 1995 | Empire Records                          | producer           |
| 1995 | Copycat                                 | producer           |
| 1995 | Heat                                    | executive producer |
| 1996 | A Time to Kill                          | producer           |
| 1996 | Tin Cup                                 | executive producer |
| 1996 | Carpool                                 | producer           |
| 1996 | Bogus                                   | producer           |
| 1996 | Sunchaser                               | producer           |
| 1996 | The Mirror Has Two Faces                | producer           |
| 1997 | Murder at 1600                          | producer           |
| 1997 | Free Willy 3: The Rescue                | executive producer |
| 1997 | L.A. Confidential                       | producer           |
| 1997 | Breaking Up                             | executive producer |
| 1997 | The Devil's Advocate                    | producer           |
| 1997 | The Man Who Knew Too Little             | producer           |
| 1998 | Dangerous Beauty                        | producer           |
| 1998 | City of Angels                          | executive producer |
| 1998 | The Negotiator                          | producer           |
| 1999 | Simply Irresistible                     | executive producer |
| 1999 | Goodbye Lover                           | executive producer |
| 1999 | Entrapment                              | executive producer |
| 1999 | A Midsummer Night's Dream               | executive producer |
| 1999 | Fight Club                              | executive producer |
| 2000 | Up at the Villa                         | executive producer |
| 2000 | Big Momma's House                       | executive producer |
| 2000 | Tigerland                               | producer           |
| 2001 | Freddy Got Fingered                     | executive producer |
| 2001 | Don't Say a Word                        | producer           |
| 2001 | Joy Ride                                | executive producer |
| 2001 | Black Knight                            | producer           |
| 2001 | Joe Somebody                            | executive producer |
| 2002 | High Crimes                             | producer           |
| 2002 | Life or Something Like It               | producer           |
| 2002 | Unfaithful                              | producer           |
| 2003 | Daredevil                               | producer           |
| 2003 | Down with Love                          | executive producer |
| 2003 | Runaway Jury                            | producer           |
| 2004 | The Girl Next Door                      | executive producer |
| 2004 | Man on Fire                             | producer           |
| 2004 | First Daughter                          | producer           |
| 2005 | Elektra                                 | producer           |
| 2005 | Mr. & Mrs. Smith                        | producer           |
| 2005 | Stay                                    | producer           |
| 2005 | Bee Season                              | executive producer |
| 2006 | Big Momma's House 2                     | executive producer |
| 2006 | Date Movie                              | executive producer |
| 2006 | The Sentinel                            | producer           |
| 2006 | Just My Luck                            | producer           |
| 2006 | My Super Ex-Girlfriend                  | producer           |
| 2006 | The Fountain                            | producer           |
| 2006 | Deck the Halls                          | producer           |
| 2007 | Epic Movie                              | executive producer |
| 2007 | Alvin and the Chipmunks                 | executive producer |
| 2008 | Meet the Spartans                       | executive producer |
| 2008 | Jumper                                  | producer           |
| 2008 | Shutter                                 | executive producer |
| 2008 | Street Kings                            | executive producer |
| 2008 | What Happens in Vegas...                | executive producer |
| 2008 | Meet Dave                               | executive producer |
| 2008 | Mirrors                                 | executive producer |
| 2008 | Marley & Me                             | executive producer |
| 2009 | Bride Wars                              | executive producer |
| 2009 | Aliens in the Attic                     | executive producer |
| 2009 | Fantastic Mr. Fox                       | executive producer |
| 2009 | Alvin and the Chipmunks: The Squeakquel | executive producer |
| 2010 | Marmaduke                               | executive producer |
| 2010 | Knight and Day                          | executive producer |
| 2010 | Vampires Suck                           | executive producer |
| 2010 | Mirrors 2                               | executive producer |
| 2010 | Love and Other Drugs                    | executive producer |
| 2011 | Big Mommas: Like Father, Like Son       | executive producer |
| 2011 | Marley & Me: The Puppy Years            | executive producer |
| 2011 | Monte Carlo                             | producer           |
| 2011 | What's Your Number?                     | executive producer |
| 2011 | In Time                                 | executive producer |
| 2011 | Alvin and the Chipmunks: Chipwrecked    | executive producer |
| 2011 | The Darkest Hour                        | executive producer |
| 2013 | Broken City                             | producer           |
| 2013 | The Internship                          | executive producer |
| 2013 | 12 Years a Slave                        | producer           |
| 2013 | Runner Runner                           | producer           |
| 2014 | Noah                                    | producer           |
| 2014 | Joy Ride 3                              | executive producer |
| 2014 | Gone Girl                               | producer           |
| 2014 | Birdman                                 | producer           |
| 2015 | True Story                              | executive producer |
| 2015 | Unfinished Business                     | producer           |
| 2015 | The Big Short                           | producer           |
| 2015 | The Revenant                            | producer           |
| 2015 | Alvin and the Chipmunks: The Road Chip  | executive producer |
| 2016 | Rules Don't Apply                       | producer           |
| 2016 | A Cure for Wellness                     | producer           |
| 2016 | Assassin's Creed                        | producer           |
| 2018 | Unsane                                  | executive producer |
| 2018 | Widows                                  | producer           |
| 2018 | The Girl in the Spider's Web            | executive producer |
| 2018 | Bohemian Rhapsody                       | executive producer |
| 2019 | The Lighthouse                          | executive producer |
| 2019 | Ad Astra                                | producer           |
| 2019 | Little Women                            | producer           |
| 2022 | Amsterdam                               | producer           |
| 2023 | The Creator                             | producer           |